# GCJ
GCJ(GNU Compiler for Java)는 자바 프로그래밍 언어를 위한 자유 소프트웨어 컴파일러이며 GNU 컴파일러 모음의 일부이기도 하다.
GCJ는 자바 소스 코드를 자바 가상 머신 바이트코드로나, 아니면 수많은 CPU 아키텍처를 대상으로 하여 직접 기계어로 컴파일할 수 있다. 또, 바이트코드를 포함하는 클래스 파일이나, 이러한 파일들을 포함하는 완전한 JAR 파일을 기계어로 컴파일할 수도 있다.

## 같이 보기
- 클래스패스 (자바)